# Кларк, Элизабет
Элизабет Кларк (англ. Elizabeth Clarke; ок. 1565 — 1645) — англичанка, ставшая первой и самой известной жертвой охотника на ведьм Мэтью Хопкниса.

## Биография
Была бедной и одинокой старой женщиной; она проживала в Маннингтри, когда жена местного портного Джона Ривета, обвинила её в том, что Кларк её прокляла. Толпа разгневанных жителей привела её к дому баронета сэра Харботтла Гримстона и потребовала её испытания. Юрист Мэтью Хопкнис и его коллега Джон Стерн взяли на себя роль следователя и обвинителя.
Кларк была подвергнута пытке через лишение сна и в течение нескольких дней ей не давали спать. После этого метода Хопкинс утверждал, что Кларк вызывала фамильяров (бесов в образе животных) и упоминала многих других женщин, которые как она утверждала были ведьмами. Упомянутые женщины и Кларк предстали перед судом присяжных в Челмсфорде, на котором они были обвинены в колдовстве и заключены в тюрьму.
Кларк в числе других женщин была приговорена к смертной казни и казнена через повешение.